# Malostranská (métro de Prague)
Malostranská est une station de métro à Prague, en Tchéquie. Située sur la ligne A du métro de Prague entre Hradčanská et Staroměstská, elle est ouverte depuis le 12 août 1978.